# 中科宇航
广州中科宇航探索技术有限公司，简称中科宇航（英語：CAS Space），是中国首家混合所有制商业航天企业（部分股权归中国科学院所有）。中科宇航创立于2018年12月，总部目前设在广州，拥有多家全资子公司，包括负责技术研发的北京技术公司、负责航天科技产业基地运营的广州装备公司和发动机系统研发的西安动力公司等。中科宇航以落实中科院科研项目为宗旨，致力于空间探索、研究和发射服务商，目前正在开发“力箭”系列运载火箭。

## 火箭

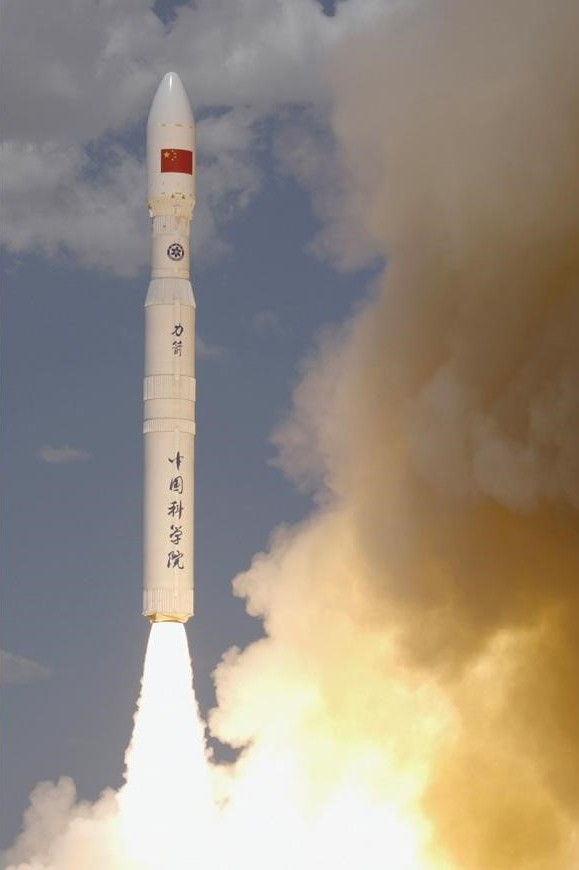
力箭一号首飞画面

### 力箭一号
力箭一号，原称中科一号甲，是中科宇航的第一款运载火箭，火箭编号为ZK-1A。它高30米，直径2.65米，重135吨，为四级全固体运载火箭，具备将1.5吨载荷运送到500公里的太阳同步轨道或将2吨载菏运送到近地轨道的能力。这一型运载火箭于2022年7月27日在酒泉卫星发射中心成功将6颗卫星送入太阳同步轨道，在首飞时是中国最大的固体运载火箭。

### 力箭二号
力箭二号是中科宇航研发中的中型運載火箭，计划于2025年8月首飞。力箭二号高53米，直径3.35米，捆绑两个通用芯级模块，近地轨道运载能力为12吨左右，具备低轨星座一箭多星组网发射及空间站货物运输能力。

### 力箭三号
力箭三号是中科宇航研发中的重型液体燃料可重复使用运载火箭，高84米。

### 近太空可回收科学实验平台
近太空可回收科学实验平台是中科宇航正在研发的一型可重复使用飞行器，长10米，最大飞行高度为120至300千米。

### 太空旅游飞行器
太空旅游飞行器，原称中科六号，是中科宇航2021年8月宣布的正在开发的单级亚轨道太空旅游飞行器，与蓝色起源的新谢泼德火箭相似。该飞行器由助推器和返回舱组成，由五台轩辕发动机提供动力，预计将在2022年进行一次无人演示飞行，然后在2023年进行完整的无人驾驶亚轨道飞行，并于2024年开始提供太空旅游服务。

### 力箭四号、四号甲、五号
按中科宇航早期规划，力箭四号甲为中型可重复使用运载火箭，含一捆绑2个助推器的衍生型号力箭四号。同时，中科宇航规划开发亚轨道实验飞行器力箭五号。但目前规划页面已删去相关部分，二号和三号的相关设计也进行较大变化，这些火箭的研发可能被放缓或取消。